# تیلتیل
تیلتیل (به اسپانیایی: Til Til) یک شهرستان در شیلی است که در چاکابوکو واقع شده‌است. تیلتیل ۶۵۳ کیلومتر مربع مساحت و ۱۴٬۷۵۵ نفر جمعیت دارد.